# Clonagem molecular

Diagrama duma clonagem molecular utilizando bactérias e plasmídios.

A clonagem molecular ou clonagem de genes é um conjunto de métodos experimentais de biologia molecular que são usados para montar moléculas de ADN recombinante e para direcionar a sua replicação dentro dum organismo hospedeiro. O termo clonagem é utilizado para indicar que o método envolve a replicação duma molécula por um método no qual se vai produzir uma população de células que possuem moléculas de ADN idênticas. Outros tipos de clonagem são a clonagem celular e a clonagem de organismos. A clonagem molecular normalmente utiliza sequências de ADN de dois organismos diferentes: a espécie que é a fonte do ADN que se vai clonar e a espécie que servirá de hospedeiro vivo para a replicação do ADN recombinante. Os métodos de clonagem molecular são básicos em muitas áreas da biologia molecular e medicina contemporâneas.
Num experimento convencional de clonagem molecular, o ADN que se vai clonar é obtido a partir dum organismo de interesse, depois é tratado com enzimas no tubo de ensaio para gerar fragmentos de ADN mais pequenos. Em seguida, estes fragmentos são combinados com um vetor de ADN para gerar moléculas de ADN recombinantes. O ADN recombinante é introduzido posteriormente num organismo hospedeiro (normalmente uma cepa de laboratório de Escherichia coli fácil de cultivar e benigna). Isto gerará uma população de organismos na qual as moléculas de ADN recombinante se replicam ao mesmo tempo que se replica o ADN do hospedeiro. Como estes organismos contêm fragmentos de ADN alheios, são microorganismos transgénicos ou geneticamente modificados (OMX). Este processo aproveita o facto de que uma única célula bacteriana pode ser induzida a capturar e replicar uma única molécula de ADN recombinante. Esta célula única pode então ser expandida exponencialmente para gerar uma grande quantidade de bactérias, cada uma das quais contém cópias da molécula recombinante original. Assim, tanto a população bacteriana resultante, como a molécula de ADN recombinante, são comummente chamados de "clones". Estritamente falando, o ADN recombinante refere-se a moléculas de ADN, enquanto que a clonagem molecular refere-se aos métodos utilizados para montá-las e introduzi-las nas células.

## História da clonagem molecular
Antes da década de 1970, a compreensão da genética e biologia molecular estava gravemente dificultada pela incapacidade de isolar e estudar genes individuais de organismos complexos. Isto alterou-se por completo quando apareceram os métodos de clonagem molecular. Os microbiólogos que tratavam de compreender os mecanismos moleculares por meio dos quais as bactérias restringiam a replicação no seu interior de bacteriófagos, isolaram endonucleases de restrição, enzimas que podiam cortar (clivar) moléculas de ADN quando encontravam nelas certas sequências de nucleótidos específicas. Descobriram que as enzimas de restrição clivavam moléculas de ADN de comprimento cromossómico em sítios específicos, e que as secções específicas duma molécula longa podiam purificar-se por fraccionamento por tamanhos. Usando uma segunda enzima chamada ADN ligase, podiam unir os fragmentos gerados pelas enzimas de restrição formando novas combinações, originando o que se denominou ADN recombinante. Ao recombinarem segmentos de ADN de interesse com um vector de ADN, como um bacteriófago ou um plasmídio, os quais se replicam de forma natural dentro da bactéria, os cientistas podiam produzir grandes quantidades de ADN recombinante purificado em cultivos bacterianos. As primeiras moléculas de ADN recombinantes geraram-se e foram estudadas em 1972.